# Carboneros (kommunhuvudort)
Carboneros är en kommunhuvudort i Spanien.   Den ligger i provinsen Provincia de Jaén och regionen Andalusien, i den centrala delen av landet, 240 km söder om huvudstaden Madrid. Carboneros ligger 403 meter över havet och antalet invånare är 704.
Terrängen runt Carboneros är platt åt sydost, men åt nordväst är den kuperad. Runt Carboneros är det ganska tätbefolkat, med 149 invånare per kvadratkilometer. Närmaste större samhälle är Linares de Mora, 14,9 km söder om Carboneros. Trakten runt Carboneros består till största delen av jordbruksmark.